# Eloy Gonzalo
Eloy Gonzalo García (Madrid, 1 de diciembre de 1868-Matanzas, 17 de junio de 1897) fue un soldado español distinguido durante la guerra de Cuba.

## Biografía
El que llegaría a ser conocido como héroe de Cascorro (aunque no murió en esa batalla) tuvo un origen igualmente incierto.
El primer documento, casi legendario pero conservado en el Archivo Regional de la Comunidad de Madrid, es la nota que lo acompañaba recién nacido en Madrid a las once de la noche del 1 de diciembre de 1868. El texto de la nota decía: «Este niño nació a las seis de la mañana. Está sin bautizar y rogamos que le ponga por nombre Eloy Gonzalo García, hijo legítimo de Luisa García, soltera, natural de Peñafiel. Abuelos maternos, Santiago y Vicenta». Al día siguiente fue bautizado por el padre Antonio Vilaseca, párroco de la iglesia de San Lorenzo. Las monjas de la inclusa le encontraron nodriza o ama de cría en la persona de Braulia Miguel, mujer de Francisco Díaz, un guardia civil; el matrimonio acababa de perder un hijo. Francisco Díaz, estuvo destinado en San Bartolomé de Pinares, en Robledo de Chavela y en Chapinería. En este pueblo madrileño estarían hasta que Eloy Gonzalo cumplió siete años de edad, cuando su padrastro fue destinado de nuevo a San Bartolomé de Pinares.  El matrimonio percibiría 60 reales bimensuales, cantidad que cobró hasta diciembre de 1879, cuando a la edad de 11 años los beneficiarios de la inclusa dejaban de recibir su subsidio. El 17 de marzo de 1880 muere Braulia Miguel. El 4 de  Mayo de ese mismo año Francisco Díaz  no pudiendo o no queriendo mantener a Eloy, le invitó a marcharse de su hogar  y con 11 años cruzó el puerto de Arrebatacapas, pasando por Cebreros, San Martín de Valdeiglesias, hasta llegar al Monasterio Santa María la Real de Valdeiglesias en  Pelayos de la Presa donde Eloy Gonzalo pasó la noche con los hermanos conversos. Al día siguiente, (5 de mayo de 1880) salió temprano de Pelayos, cruzó el río Alberche, llegó a Navas del Rey y de allí a Chapinería, su amado pueblo y punto de referencia para Eloy.  Le recogió Fermín Díaz y su mujer, un matriomonio que tenía ganado por lo que Eloy Gonzalo se convertiría en un joven pastor. Desarrolló otros  oficios como  peón de albañil, labrador, o aprendiz barbero y carpintero, como figura en su posterior ficha militar. También está documentado que en diciembre de 1889 entró en quintas en el Ayuntamiento de Chapinería  quinto alistándose poco después en el Regimiento de Dragones de Lusitania, 12.º de Caballería, acantonado en Alcalá de Henares, en el que llegaría a tener rango de cabo en solo dos años. En 1892 solicitó el traslado al Instituto de Carabineros del Reino, que dependía del ministro de Hacienda.
Se le describe en esa época con el pelo castaño y los ojos azules; estatura de «1 metro con 75 centímetros». Los registros militares dan noticia de que el 19 de febrero de 1895 fue sometido a un consejo de guerra y condenado a doce años en prisiones militares, ingresando en el penal militar de Valladolid.
Sin embargo, apenas dos meses después, y acogiéndose al Real Decreto y Real Orden del 25 y 27 de agosto de 1895 que permite el alistamiento a los reos no condenados por delitos de sangre (y promulgados ante la ineficacia militar y diplomática que había desencadenado la guerra de la independencia cubana), Eloy, en una instancia del 3 de noviembre de 1895, solicita alistarse. Fue admitido de nuevo en el ejército y ese mismo mes partió del puerto de La Coruña en el vapor León XIII, «cumplió los 27 años en el mar y llegó a La Habana el 9 de diciembre». En Cuba fue destinado al Regimiento de Infantería María Cristina núm. 63, en la localidad de Puerto Príncipe, provincia de Camagüey; pronto tuvo que ser ingresado en un hospital afectado por un brote agudo de sarna, pero volvió al servicio y el 28 de abril fue destinado a la guarnición que mandaba el capitán Neila en Cascorro, no lejos de Puerto Príncipe.

### Héroe de leyenda

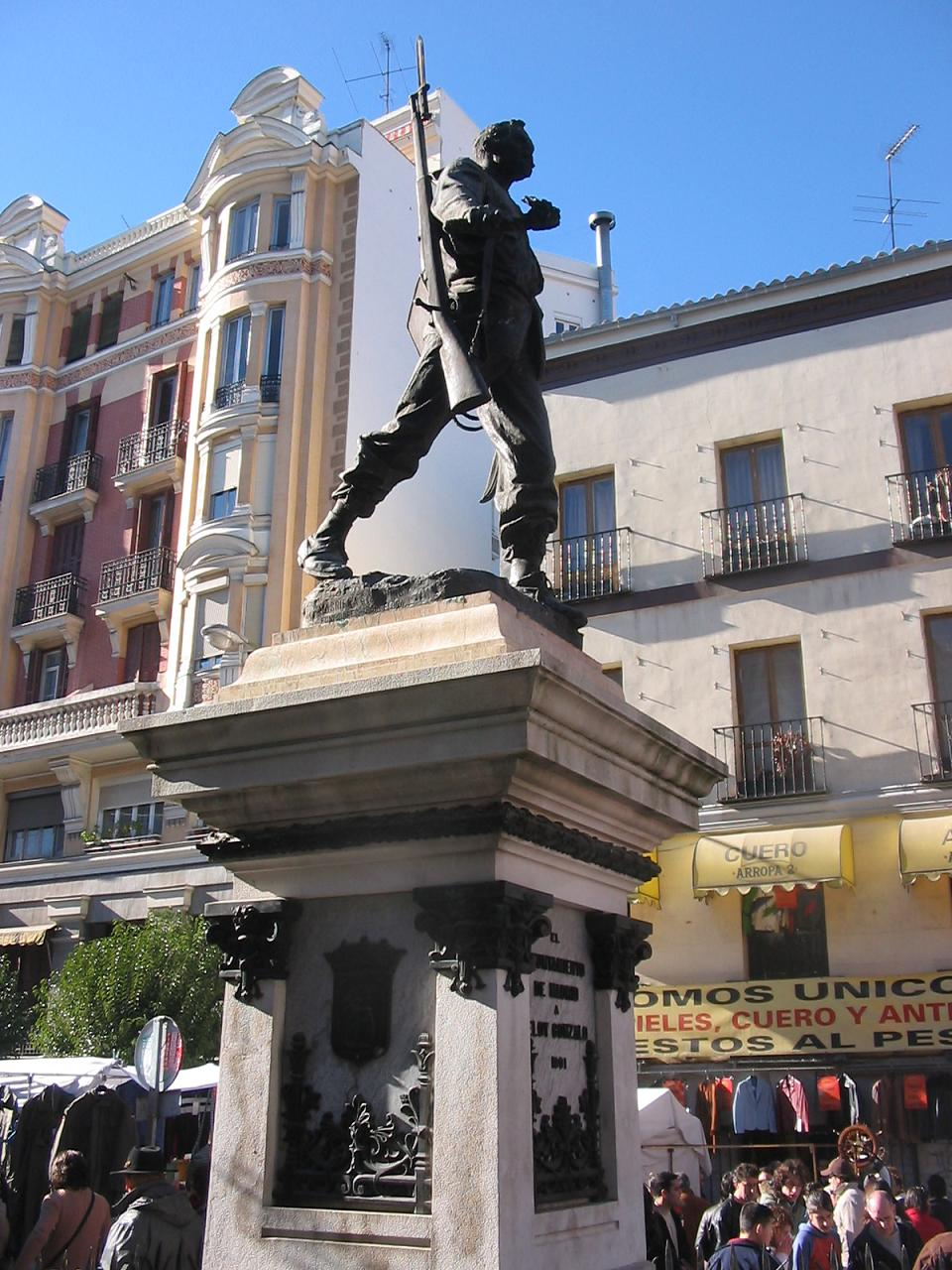
Monumento a Eloy Gonzalo en la plaza de Cascorro en el Rastro de Madrid.

El 22 de septiembre de 1896 una partida de unos tres mil insurrectos, afectos a la independencia cubana, al mando de Máximo Gómez y Calixto García, cercó la pequeña población de Cascorro. Según otras fuentes, los mambises cubanos atacaron Cascorro el 17 de julio de 1896, con más de dos mil hombres y el 22 de septiembre cercaron a la compañía española, en un asedio de 13 días.
En Cascorro, el 26 de septiembre la situación del destacamento español se hizo tan comprometida que la única solución era volar un bohío desde el que asediaban a la guarnición española. Según varias fuentes, quizá legendarias, Eloy Gonzalo se presentó voluntario para prender fuego a la posición de los insurrectos cubanos, llevando una lata de petróleo. El relato asegura que pidió ser atado con una cuerda para que, si le abatían, su cuerpo pudiera ser recuperado. Pero regresó indemne a su posición, que fue liberada pocos días después por una columna española al mando del general Adolfo Jiménez Castellanos. Eloy Gonzalo tomó parte en más acciones militares, siendo condecorado con la Cruz de Plata al Mérito Militar, pensionada con 7,50 pesetas mensuales, pero fallecería el 17 de junio de 1897 en el Hospital Militar de Matanzas a consecuencia de una «infección intestinal provocada por la mala alimentación del ejército español en la isla», es decir: «Un año después del asedio murió en el hospital de Matanzas a causa de enterocolitis ulcerosa gangrenosa». Sus restos fueron repatriados en el vapor San Ignacio llegando a Santander en diciembre de 1898 junto a los restos de los generales Santocildes y Vara del Rey. Fue incluido en un monolítico mausoleo en el cementerio de la Almudena dedicado a los caídos de las guerras en Cuba y Filipinas.

## Cascorro
En 1897 el gobierno de la nación y el Ayuntamiento de Madrid decidieron homenajear a Gonzalo, dando su nombre a una calle) y colocando una estatua en el Rastro de Madrid, obra del escultor Aniceto Marinas, con pedestal del arquitecto José López Sallaberry. El monumento fue inaugurado en 1902 por Alfonso XIII. Aunque en 1913 se bautizó la plaza de la colina del Rastro con el nombre del presidente de la República Nicolás Salmerón, lo cierto es que el pueblo madrileño siempre la conoció con el nombre de plaza de Cascorro (identificando al soldado de la escultura con la batalla en la que participó), denominación popular que luego sería suscrita por el Ayuntamiento de la Villa.

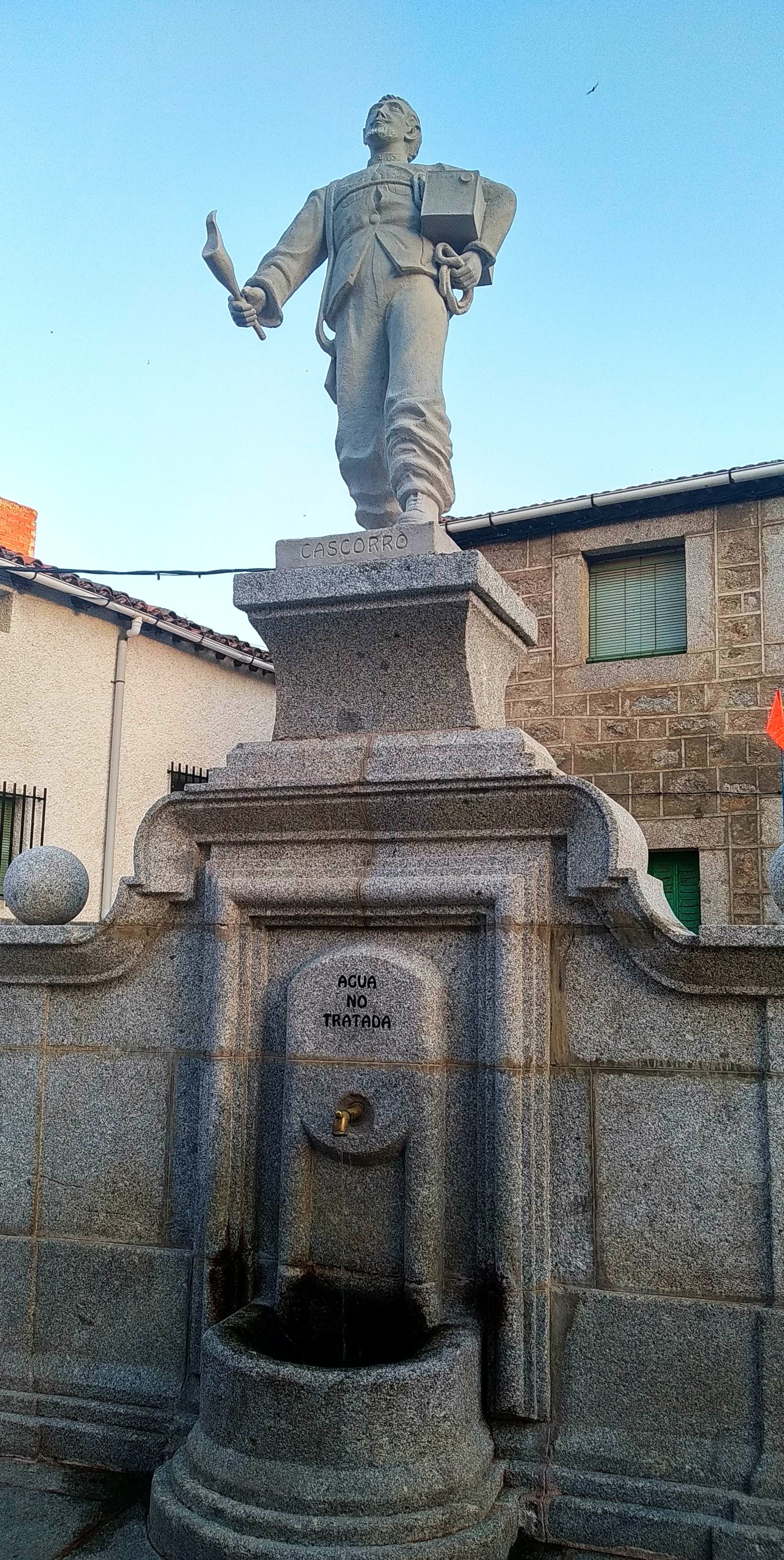
Fuente de Cascorro en San Bartolomé de Pinares.

En la localidad de San Bartolomé de Pinares (Ávila), existe una estatua dedicada a Eloy Gonzalo que corona una fuente conocida como "Fuente de Cascorro", puesto que antes de embarcarse para participar como voluntario en la guerra de la independencia de Cuba, vivió durante unos años en dicha localidad. Estableció al parecer una relación con una lugareña, haciéndose popular en el pueblo por venir de un entorno militar.
En 1945 se dictó la Ley de 15 de mayo de 1945, sobre beneficios a los soldados supervivientes de las Heroicas defensas de Cascorro, Caney, Lomas de San Juan y Baler, por la que se concedía el título de Teniente Honorario del Ejército Español y se daba una paga de 6000 pesetas a los heroicos defensores del poblado de Cascorro. Beneficio que Eloy Gonzalo no llegó a recibir por haber fallecido, mientras que sí lo recibieron algunos de sus compañeros como el citado soldado Climent.

## Literatura
En 2025 se publicó la novela histórica "Del torno al pedestal" escrita por Manuel Montoya Vicente. Esta semblanza novelada explora la vida y el legado de Eloy Gonzalo que le sitúa en un marco que resalta la importancia de la figura del héroe de Cascorro en la historia de España.

## Cine
En 1929 el director de cine mudo Emilio Bautista estrenó El héroe de Cascorro, como legendario homenaje; y ya en la posguerra española la película Héroes del 95 (1946), volvió a «jalear el heroísmo español» en Cuba, curiosamente dirigida por un cubano, Raúl Alfonso, y protagonizada por Alfredo Mayo. El 1 de diciembre de 2019, coincidiendo con el 151 aniversario de su nacimiento, se estrenó en Chapinería, pueblo de la Comunidad de Madrid donde vivió Eloy durante su infancia y adolescencia, el documental titulado Eloy Gonzalo, dos veces héroe escrito y dirigido por el madrileño Pablo Serrano.